# Sektorfyr

Sektorfyr

Sektorfyr är en ledfyr som leder sjöfarande genom att lysa med olika färger i de olika sektorer som begränsar en farled. Farleden markeras vanligast med ett vitt sken i sektorfyrens ledsektor, och grönt och rött ljus markerar det område som ligger utanför farleden. Undantag förekommer, men sällan. De olikfärgade ljussektorerna åstadkoms med färgade glas framför fyrlyktan.

I regel vid gång mot en sektorfyr begränsas sektorfyrens ledsektors vita ljus området i farleden, grönt ljus om styrbord samt rött ljus om babord, området utanför farleden. För att kunna navigera säkert med hjälp av fyrljus krävs sjökort och god sikt.